# IPapillon
iPapillon (eButterfly en anglais) est une base de données d'observations de lépidoptères faites en Amérique du Nord. Il s'agit d'une plateforme de production participative, donc alimentée par citoyens bénévoles. Un groupe d'experts régionaux valident les observations soumises par les utilisateurs inscrits pour assurer la qualité des données.

## Histoire
iPapillon a été lancé en 2012 par Maxim Larrivée et Jeremy Kerr, à l'Université d'Ottawa.